# Kur bambusový
Kur bambusový (Bambusicola thoracicus) je druh hrabavého ptáka vyskytující se původně v Číně. Člověk jej však postupně rozšířil i do Japonska, Argentiny či na Havajské ostrovy. Vyskytuje se zejména v okolí pastvin a v mezích jim přilehlých.